# Trithyris sunialis
Trithyris sunialis là một loài bướm đêm trong họ Crambidae.